# Sherone Simpson
Sherone Simpson (* 12. August 1984 im Manchester Parish) ist eine jamaikanische Leichtathletin und Olympiasiegerin.
Am Anfang ihrer sportlichen Karriere gewann die Sprinterin bei den Olympischen Spielen 2004 in Athen die Mannschafts-Goldmedaille in der 4-mal-100-Meter-Staffel zusammen mit ihren Teamkolleginnen Tayna Lawrence, Aleen Bailey und Veronica Campbell. Ebendort wurde sie Sechste im 100-Meter-Lauf.
Bei den Weltmeisterschaften 2005 in Helsinki wurde sie Sechste über 100 Meter und gewann mit der jamaikanischen 4-mal-100-Meter-Staffel die Silbermedaille. Bei den Commonwealth Games 2006 in Melbourne errang sie Gold im 200-Meter-Lauf. Im selben Jahr wurde sie auch jamaikanische Meisterin über 100 und 200 Meter.
Bei den Olympischen Spielen 2008 in Peking errang sie die Silbermedaille im 100-Meter-Lauf ex aequo mit ihrer Teamkollegin Kerron Stewart. 2010 wurde sie zum zweiten Mal Jamaikanische Meisterin über 100 Meter.
Im Jahr 2011 erreichte sie bei den Weltmeisterschaften in Daegu das Finale über 200 Meter und belegte dort mit einer Zeit von 23,17 s den achten Platz. Zusammen mit Shelly-Ann Fraser-Pryce, Kerron Stewart und Veronica Campbell-Brown gewann sie im 4-mal-100-Meter-Staffelwettbewerb mit einer Zeit von 41,70 s im Finallauf die Silbermedaille.
Bei den Olympischen Spielen 2012 in London erreichte sie im Finale wiederum zusammen mit Fraser-Pryce, Campbell-Brown und Stewart mit einer Zeit von 41,41 s erneut die Silbermedaille in der 4-mal-100-Meter-Staffel.
Am 14. Juli 2013 wurde bekannt, dass Simpson bei einer A-Probe positiv auf ein Dopingpräparat getestet wurde. Die Probe soll von den jamaikanischen Meisterschaften stammen. Beim verbotenen Mittel soll es sich laut ihrem Manager Paul Doyle um das Stimulanz Oxilofrin handeln. Am 8. April 2014 sperrte die jamaikanischen Anti-Doping-Behörde Simpson rückwirkend zum 21. Juni 2013 für 18 Monate. Doyle kündigte daraufhin an, gegen das Urteil in Berufung gehen zu wollen.

## Persönliche Bestzeiten
- 100 m: 10,82 s, 24. Juni 2006, Kingston
- 200 m: 22,00 s, 25. Juni 2006, Kingston
- 400 m: 51,25 s, 22. März 2008, Kingston